# J-pag
J-pag ist ein deutsches Musikprojekt von Julien Pockrandt (Gitarre, Gesang) und Alexander Gehrke (Klavier). Ihr Stil reicht von elektronisch inspirierter Indie-Musik bis hin zu traditionellem Folk und Klassik.
Gegründet wurde das Duo im Mai 2019. Im selben Jahr erschien das erste Album 'Timeless Moments' (12 Titel). 'Strangers', der erste Titel, den das Duo je schreib, erreicht schon nach einem Jahr über eine Million Streams bei Spotify.

## Diskographie
- 2021 – All I Own
- 2020 – Live & Friends (EP)
- 2020 – My Mind (Single)
- 2019 – Timeless Moments (Album)
- 2019 – Strangers (Single)
- 2019 – Darts (Single)